# Sarcus
Sarcus är en kommun i departementet Oise i regionen Hauts-de-France i norra Frankrike. Kommunen ligger i kantonen Grandvilliers som tillhör arrondissementet Beauvais. År 2022 hade Sarcus 270 invånare.

## Befolkningsutveckling
Antalet invånare i kommunen Sarcus
| Referens: INSEE |